# Kirscha Danilow
Kirscha Danilow (russisch Кирша Данилов, wiss. Transliteration Kirša Danilov) war ein russischer wandernder Spielmann, Sammler von Bylinen und Volkslyrik im 18. Jahrhundert.
Die von ihm gesammelte Folklore wurde erstmals 1804 veröffentlicht und war eine der ersten authentischen Sammlungen von Volksliedern in Europa. Die Veröffentlichung markierte die Geburtsstunde des Interesses an der russischen epischen Volksdichtung.

## Geschichte
Die Vorgeschichte des Buches wird von Konstantin Kalaidowitsch im Vorwort der 2. Ausgabe der Sammlung von 1818 beschrieben:

«За открытие и сохранение сих старых памятников русской словесности мы обязаны покойному г. действительному статскому советнику Прокофию Акинфиевичу Демидову, для коего они, пред сим лет за 70, были списаны; по смерти его рукопись сия перешла к Н. М. Хозикову, а им уже подарена в 1802 году Его Превосходительству Фёдору Петровичу Ключарёву. По рассмотрении оригинала, он нашёл их довольно любопытными для просвещённой публики и поручил издать, служившему под начальством его, воспитаннику Московского университета (ныне калужскому губернскому почтмейстеру), А. Ф. Якубовичу. Г. Якубович, выбрав лучшие, по его мнению, из сих стихотворений, напечатал сей памятник поэзии протекших веков, в Москве, в типографии С. Селивановского, 1804 года, в 8 долю листа, на 824 страницах, под названием: Древние русские стихотворения.
— Калайдович К. Предисловие ко 2-му изданию 1818 года»

„
Die Entdeckung und Bewahrung dieser alten Denkmäler der russischen Literatur verdanken wir dem verstorbenen Staatsrat Prokofi Akinfijewitsch Demidow, für den sie in den 70er Jahren kopiert wurden; nach seinem Tod ging dieses Manuskript an N. M. Chosikow über, der es 1802 Seiner Exzellenz Fjodor Petrowitsch Kljutscharjow schenkte. Nachdem er das Original durchgesehen hatte, fand er sie für das aufgeklärte Publikum eher merkwürdig und übertrug die Veröffentlichung A. F. Jakubowitsch, einem Studenten der Moskauer Universität (jetzt Postmeister ders Governements Kaluga), der unter ihm arbeitete. Nachdem er die seiner Meinung nach besten dieser Gedichte ausgewählt hatte, druckte Jakubowitsch dieses Denkmal der Poesie vergangener Jahrhunderte 1804 in der Moskauer Druckerei S. Seliwanowski auf 8 Bögen unter dem Titel: Altrussische Gedichte.“

In St. Petersburg erschienen im Jahre 1840 Alte russische Gedichte zur Vervollständigung des Kirscha Danilow, herausgegeben von M. Suchanow.
In den von Jan Pětr Jordan herausgegebenen Jahrbüchern für slawische Literatur, Kunst und Wissenschaft hieß es 1843 über die 2. Ausgabe der Sammlung (aus dem Jahr 1818):

„Alte russische Gedichte, gesammelt und zum zweiten Male herausgegeben von Kirscha Danilow, mit einem Anhange von 35 bisher unbekannten Liedern und Sagen, und Gesangsnoten. (Herausg. v. K. Kalaidowicz). Moskau 1818. 4. XXXIV, 423 S.[1] Viele Volkslieder, grösstentheils in epischer Form; eine neue Ausgabe derselben besorgt Kirejewski; — von 16 Liedern hat er Varianten. Einige dieser Gesänge sind von Busse ins Deutsche übersetzt; Fürst Wladimir und dessen Tafelrunde. Altrussische Volkslieder. Leipzig 1819. 8. 160 S. Böhmisch übers. Von Czelakowsky unter seinen litthauischen Liedern, siehe unten Nr. 87., und von Langer in der Zeitschrift des böhm. Museums, 1834. II. 238. IV. 378.“

Eine moderne Ausgabe wurde von A. P. Jewgenjewa (1899–1985) herausgegeben (1958).
Alte russische Gedichte, gesammelt von Kirscha Danilow (Drewnije rossijskije stichotworenija, sobrannyje Kirscheiu Danilowym Древние российские стихотворения, собранные Киршею Даниловым) fand Aufnahme in der russischen Leseempfehlungsliste „100 Bücher für Schüler“.